# Гена (игра)
Гена (также ганна; амх. ገና) — эфиопская национальная спортивная игра с клюшками и мячом.

## История
История гены насчитывает около 3000 лет и тесно связана с празднованием христианами Рождества. По легенде, в гену играли пастухи, которые пасли свои стада в ночь, когда родился Иисус Христос.
Игра была распространена как в простонародье, так и в аристократических кругах. В конце XIX века император Менелик II и его супруга императрица Таиту имели даже свои команды, а призом для победителей было приглашение на императорский ужин. В гену играл и последний император Эфиопии Хайле Селассие.
До сих пор гена входит в программу эфиопских национальных спортивных праздников.

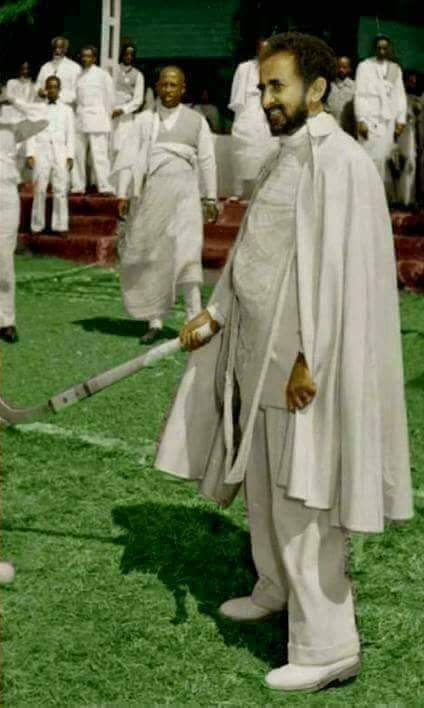
Император Эфиопии Хайле Селассие играет в гену.

## Правила
Гена больше всего напоминает хоккей на траве, однако вместо специального инвентаря используются самодельные, импровизированные грубо отёсанные деревянные клюшки.
Правила также крайне просты. Размеры поля не регламентированы — зачастую для игры используется песчаный или травяной пустырь между двумя деревнями. Задача каждой из команд — ударами клюшек по мячу завести мяч в чужую деревню.

## Отражение в филателии
Почта Эфиопии дважды выпускала марки, изображающие игру в гену: в 1962 году номиналом 15 центов и в 1984 году номиналом 50 центов.